# Heterofragilia major
Heterofragilia major is een zeespin uit de familie Ascorhynchidae. De soort behoort tot het geslacht Heterofragilia. Heterofragilia major werd in 1986 voor het eerst wetenschappelijk beschreven door Stock. 